# Романское кафе

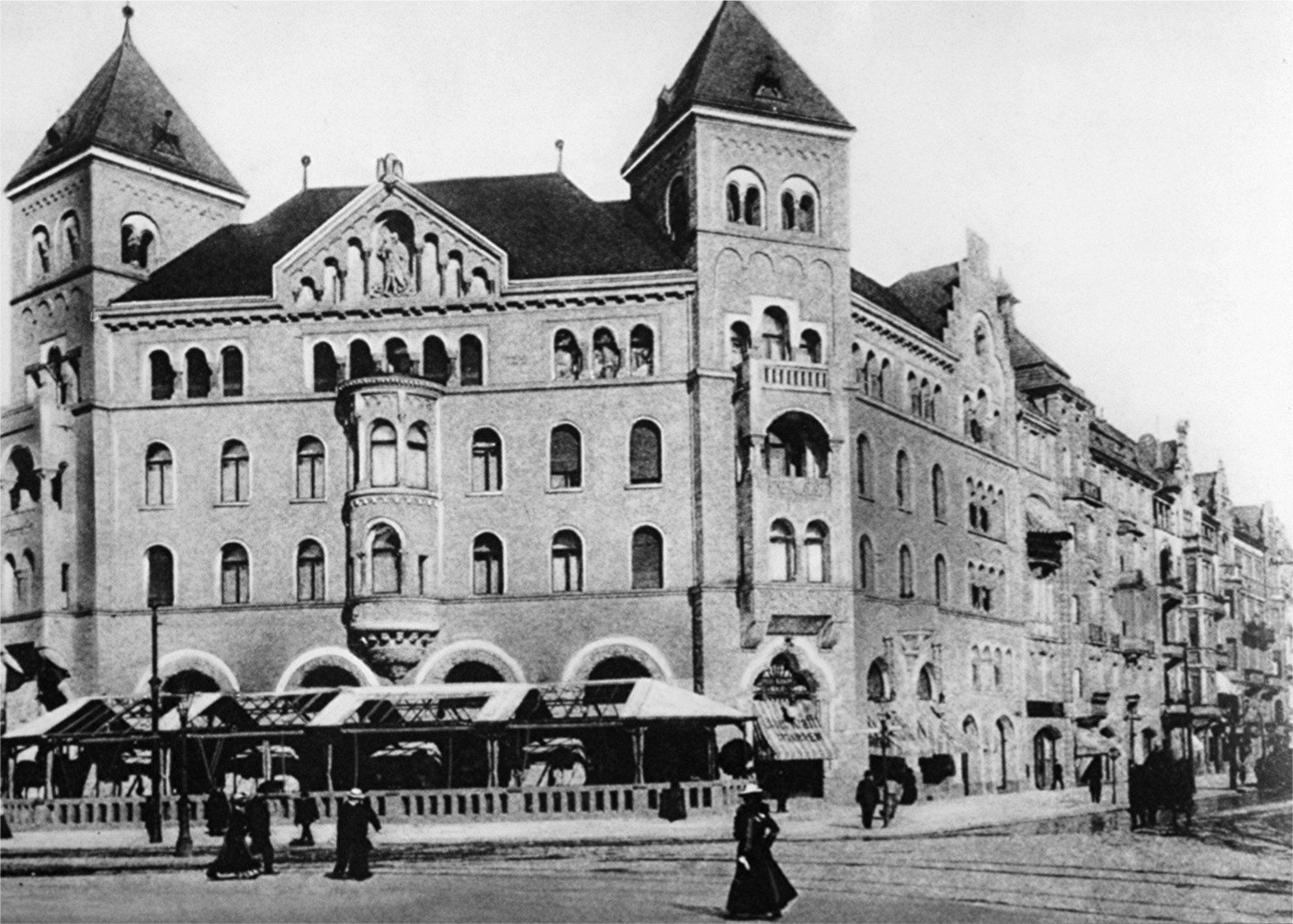
Романский дом в Берлине

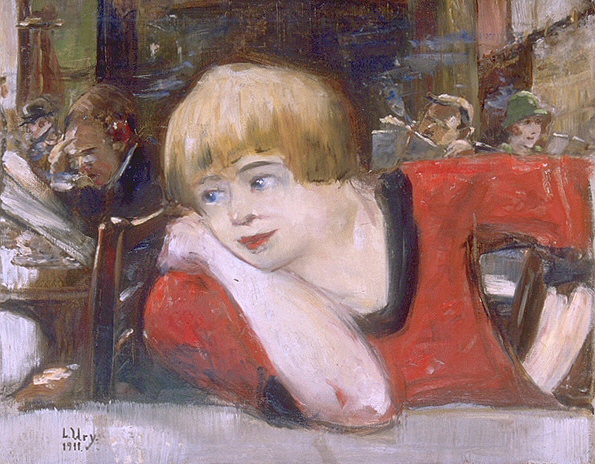
Лессер Ури. Девушка в «Романском кафе». 1911

Я пишу это письмо из «Романишес кафе». Это — очень почтенное учреждение, нечто вроде генерального штаба фанатических бродяг, вселенских хлопотунов и просвещённых жуликов, исцелённых от узкого национализма.
«Романское кафе» (нем. Romanisches Café) — знаменитое берлинское кафе, находившееся по адресу Курфюрстендамм, 238 на современной площади Брайтшайдплац. В 1925 году эта часть Курфюрстендамм была переименована в Будапештскую улицу (нем. Budapester Straße).

## История кафе
Сначала на первом этаже построенного в 1899 году «Романского дома» находилась кондитерская гостиницы «Кайзерхоф». В 1916 году коммерсант Бруно Фиринг устроил на её месте кофейню. Новое кафе быстро превратилось в излюбленное место встречи интеллектуалов и художников. Здесь встречались и общались писатели, художники, актёры, режиссёры, журналисты и критики. В «Романское кафе» захаживали Альфред Дёблин, Отто Дикс, Готфрид Бенн, Эльза Ласкер-Шюлер, Бертольт Брехт, Макс Либерман, Стефан Цвейг и Фридрих Холлендер.
В «Романском кафе» в поисках полезных знакомств собирались и начинающие художники. Их познавшие славу и успех коллеги по цеху избегали такой компании и скрывались, например в «Бассейне для пловцов» (нем. Bassin für Schwimmer) — зале на двадцать столиков в подвале. Все остальные собирались в «Бассейне для не умеющих плавать» (нем. Bassin für Nichtschwimmer), представлявшем собой прямоугольное помещение на семьдесят столиков с массивной колонной и рядом высоких окон.
Роль кафе в жизни Берлина снизилась в последние годы Веймарской республики, когда политические разногласия стали разрешаться грубой силой. 20 марта 1927 года нацисты устроили беспорядки на Курфюрстендамм, имевшие своей целью в том числе и «Романское кафе». Захват власти нацистами и эмиграция большинства завсегдатаев означали конец для художественного кафе.

## История «Романского дома»
Здание находилось на пересечении Курфюрстендамм с Тауэнтциенштрассе (нем. Tauentzienstraße) наискосок от мемориальной церкви Кайзера Вильгельма. Архитектором здания в неороманском стиле выступил Франц Генрих Швехтен, воздвигший его в период 1897—1899 годах. Отличительными чертами дома были угловые детали в форме башен с пирамидальными крышами, а в центре фасада находился круглый эркер. Фронтон увенчивал имперский орёл. Декоративные элементы в виде фигур, изображающих Самсона, Геракла и св. Георгия, выполнил скульптор Рихард Гершель.
Романский дом был полностью разрушен во время бомбардировки 21 ноября 1943 года. Земельный участок долгое время пустовал, лишь в 1959 году на месте Романского дома был построен «Европа-центр».

## Завсегдатаи «Романского кафе»
- Бертольт Брехт
- Отто Дикс
- Альфред Дёблин
- Георг Гросс
- Эрих Кестнер
- Эрих Мария Ремарк
- Рудольф Штейнер
- Эрнст Толлер
- Франц Верфель
- Билли Уайлдер